# サッカー南アフリカ共和国代表
サッカー南アフリカ共和国代表（サッカーみなみアフリカきょうわこくだいひょう、英語: South Africa men's national football team）は、南アフリカ共和国サッカー協会（SAFA）によって構成される、南アフリカ共和国のサッカーのナショナルチームである。
ホームスタジアムはヨハネスブルグにあるFNBスタジアムで、2010 FIFAワールドカップ決勝の会場にもなった場所である。愛称は「Bafana Bafana (バファナ・バファナ)」で、ズールー語で「少年よ、少年たれ (Boys, be boys!)」という意味。

## 歴史
アパルトヘイト政策により、長らく国際サッカー連盟（FIFA）からの制裁を受けていたが、1991年に制裁を解かれ、国際舞台への復帰を果たすと1996年のアフリカネイションズカップで優勝、さらに1998 FIFAワールドカップに初出場し、アフリカを代表するナショナルチームとして成長を遂げた。また、2002 FIFAワールドカップにも2大会連続で出場を果たした。
自国開催となった2010 FIFAワールドカップでは、カルロス・アルベルト・パレイラを監督に招聘したが、2008年にパレイラは癌にかかった妻の介護のために辞任。後任としてジョエル・サンタナが就任した。2010年のアフリカ選手権予選では8大会ぶりの予選敗退を喫した。FIFAコンフェデレーションズカップ2009では4位に入ったが、以降は低迷して2009年10月、サンタナの解任が発表され、後任にパレイラが復帰した。
本大会は、メキシコ、ウルグアイ、フランスというグループで戦った。開幕戦となった初戦メキシコ戦では54分にシフィウェ・チャバララの大会第1号ゴールで先制するも、79分にラファエル・マルケスのゴールで追いつかれて1-1の引き分け。続く2戦目のウルグアイ戦はディエゴ・フォルランに2ゴールを決められるなど0-3と完敗。3戦目のフランス戦では20分にボンガニ・クマロ、37分にカトレゴ・ムフェラのゴールで前半を2点リード。70分にフローラン・マルダのゴールで後半に1点を返されたものの、2-1で大会初勝利を果たした。しかし、メキシコに勝点で並んだものの得失点差で及ばず、グループリーグ敗退となった。また、開催国がグループリーグで敗退したのはこれが初めてであった。

## 成績

### FIFAワールドカップ
| 開催国 / 年 | 成績                     | 試                       | 勝                       | 分                       | 負                       | 得                       | 失                       |
| ----------- | ------------------------ | ------------------------ | ------------------------ | ------------------------ | ------------------------ | ------------------------ | ------------------------ |
| 1930        | 不参加                   | 不参加                   | 不参加                   | 不参加                   | 不参加                   | 不参加                   | 不参加                   |
| 1934        | 不参加                   | 不参加                   | 不参加                   | 不参加                   | 不参加                   | 不参加                   | 不参加                   |
| 1938        | 不参加                   | 不参加                   | 不参加                   | 不参加                   | 不参加                   | 不参加                   | 不参加                   |
| 1950        | 不参加                   | 不参加                   | 不参加                   | 不参加                   | 不参加                   | 不参加                   | 不参加                   |
| 1954        | 不参加                   | 不参加                   | 不参加                   | 不参加                   | 不参加                   | 不参加                   | 不参加                   |
| 1958        | 不参加                   | 不参加                   | 不参加                   | 不参加                   | 不参加                   | 不参加                   | 不参加                   |
| 1962        | 不参加                   | 不参加                   | 不参加                   | 不参加                   | 不参加                   | 不参加                   | 不参加                   |
| 1966        | 失格                     | 失格                     | 失格                     | 失格                     | 失格                     | 失格                     | 失格                     |
| 1970        | FIFAの制裁下により不参加 | FIFAの制裁下により不参加 | FIFAの制裁下により不参加 | FIFAの制裁下により不参加 | FIFAの制裁下により不参加 | FIFAの制裁下により不参加 | FIFAの制裁下により不参加 |
| 1974        | FIFAの制裁下により不参加 | FIFAの制裁下により不参加 | FIFAの制裁下により不参加 | FIFAの制裁下により不参加 | FIFAの制裁下により不参加 | FIFAの制裁下により不参加 | FIFAの制裁下により不参加 |
| 1978        | FIFAの制裁下により不参加 | FIFAの制裁下により不参加 | FIFAの制裁下により不参加 | FIFAの制裁下により不参加 | FIFAの制裁下により不参加 | FIFAの制裁下により不参加 | FIFAの制裁下により不参加 |
| 1982        | FIFAの制裁下により不参加 | FIFAの制裁下により不参加 | FIFAの制裁下により不参加 | FIFAの制裁下により不参加 | FIFAの制裁下により不参加 | FIFAの制裁下により不参加 | FIFAの制裁下により不参加 |
| 1986        | FIFAの制裁下により不参加 | FIFAの制裁下により不参加 | FIFAの制裁下により不参加 | FIFAの制裁下により不参加 | FIFAの制裁下により不参加 | FIFAの制裁下により不参加 | FIFAの制裁下により不参加 |
| 1990        | FIFAの制裁下により不参加 | FIFAの制裁下により不参加 | FIFAの制裁下により不参加 | FIFAの制裁下により不参加 | FIFAの制裁下により不参加 | FIFAの制裁下により不参加 | FIFAの制裁下により不参加 |
| 1994        | 予選敗退                 | 予選敗退                 | 予選敗退                 | 予選敗退                 | 予選敗退                 | 予選敗退                 | 予選敗退                 |
| 1998        | グループリーグ敗退       | 3                        | 0                        | 2                        | 1                        | 3                        | 6                        |
| 2002        | グループリーグ敗退       | 3                        | 1                        | 1                        | 1                        | 5                        | 5                        |
| 2006        | 予選敗退                 | 予選敗退                 | 予選敗退                 | 予選敗退                 | 予選敗退                 | 予選敗退                 | 予選敗退                 |
| 2010        | グループリーグ敗退       | 3                        | 1                        | 1                        | 1                        | 3                        | 5                        |
| 2014        | 予選敗退                 | 予選敗退                 | 予選敗退                 | 予選敗退                 | 予選敗退                 | 予選敗退                 | 予選敗退                 |
| 2018        | 予選敗退                 | 予選敗退                 | 予選敗退                 | 予選敗退                 | 予選敗退                 | 予選敗退                 | 予選敗退                 |
| 2022        | 予選敗退                 | 予選敗退                 | 予選敗退                 | 予選敗退                 | 予選敗退                 | 予選敗退                 | 予選敗退                 |
| 合計        | 出場3回                  | 9                        | 2                        | 4                        | 3                        | 11                       | 16                       |

### FIFAコンフェデレーションズカップ
- 1997 - グループリーグ敗退
- 2009 - 4位（開催国）

### アフリカネイションズカップ
| 開催国 / 年 | 成績                             | 試                               | 勝                               | 分                               | 敗                               | 得                               | 失!                              |
| ----------- | -------------------------------- | -------------------------------- | -------------------------------- | -------------------------------- | -------------------------------- | -------------------------------- | -------------------------------- |
| 1957        | アパルトヘイトにより参加資格喪失 | アパルトヘイトにより参加資格喪失 | アパルトヘイトにより参加資格喪失 | アパルトヘイトにより参加資格喪失 | アパルトヘイトにより参加資格喪失 | アパルトヘイトにより参加資格喪失 | アパルトヘイトにより参加資格喪失 |
| 1959        | CAFから追放、参加不可            | CAFから追放、参加不可            | CAFから追放、参加不可            | CAFから追放、参加不可            | CAFから追放、参加不可            | CAFから追放、参加不可            | CAFから追放、参加不可            |
| 1962        | CAFから追放、参加不可            | CAFから追放、参加不可            | CAFから追放、参加不可            | CAFから追放、参加不可            | CAFから追放、参加不可            | CAFから追放、参加不可            | CAFから追放、参加不可            |
| 1963        | CAFから追放、参加不可            | CAFから追放、参加不可            | CAFから追放、参加不可            | CAFから追放、参加不可            | CAFから追放、参加不可            | CAFから追放、参加不可            | CAFから追放、参加不可            |
| 1965        | CAFから追放、参加不可            | CAFから追放、参加不可            | CAFから追放、参加不可            | CAFから追放、参加不可            | CAFから追放、参加不可            | CAFから追放、参加不可            | CAFから追放、参加不可            |
| 1968        | CAFから追放、参加不可            | CAFから追放、参加不可            | CAFから追放、参加不可            | CAFから追放、参加不可            | CAFから追放、参加不可            | CAFから追放、参加不可            | CAFから追放、参加不可            |
| 1970        | CAFから追放、参加不可            | CAFから追放、参加不可            | CAFから追放、参加不可            | CAFから追放、参加不可            | CAFから追放、参加不可            | CAFから追放、参加不可            | CAFから追放、参加不可            |
| 1972        | CAFから追放、参加不可            | CAFから追放、参加不可            | CAFから追放、参加不可            | CAFから追放、参加不可            | CAFから追放、参加不可            | CAFから追放、参加不可            | CAFから追放、参加不可            |
| 1974        | CAFから追放、参加不可            | CAFから追放、参加不可            | CAFから追放、参加不可            | CAFから追放、参加不可            | CAFから追放、参加不可            | CAFから追放、参加不可            | CAFから追放、参加不可            |
| 1976        | CAFから追放、参加不可            | CAFから追放、参加不可            | CAFから追放、参加不可            | CAFから追放、参加不可            | CAFから追放、参加不可            | CAFから追放、参加不可            | CAFから追放、参加不可            |
| 1978        | CAFから追放、参加不可            | CAFから追放、参加不可            | CAFから追放、参加不可            | CAFから追放、参加不可            | CAFから追放、参加不可            | CAFから追放、参加不可            | CAFから追放、参加不可            |
| 1980        | CAFから追放、参加不可            | CAFから追放、参加不可            | CAFから追放、参加不可            | CAFから追放、参加不可            | CAFから追放、参加不可            | CAFから追放、参加不可            | CAFから追放、参加不可            |
| 1982        | CAFから追放、参加不可            | CAFから追放、参加不可            | CAFから追放、参加不可            | CAFから追放、参加不可            | CAFから追放、参加不可            | CAFから追放、参加不可            | CAFから追放、参加不可            |
| 1984        | CAFから追放、参加不可            | CAFから追放、参加不可            | CAFから追放、参加不可            | CAFから追放、参加不可            | CAFから追放、参加不可            | CAFから追放、参加不可            | CAFから追放、参加不可            |
| 1986        | CAFから追放、参加不可            | CAFから追放、参加不可            | CAFから追放、参加不可            | CAFから追放、参加不可            | CAFから追放、参加不可            | CAFから追放、参加不可            | CAFから追放、参加不可            |
| 1988        | CAFから追放、参加不可            | CAFから追放、参加不可            | CAFから追放、参加不可            | CAFから追放、参加不可            | CAFから追放、参加不可            | CAFから追放、参加不可            | CAFから追放、参加不可            |
| 1990        | CAFから追放、参加不可            | CAFから追放、参加不可            | CAFから追放、参加不可            | CAFから追放、参加不可            | CAFから追放、参加不可            | CAFから追放、参加不可            | CAFから追放、参加不可            |
| 1992        | CAFから追放、参加不可            | CAFから追放、参加不可            | CAFから追放、参加不可            | CAFから追放、参加不可            | CAFから追放、参加不可            | CAFから追放、参加不可            | CAFから追放、参加不可            |
| 1994        | 予選敗退                         | 予選敗退                         | 予選敗退                         | 予選敗退                         | 予選敗退                         | 予選敗退                         | 予選敗退                         |
| 1996        | 優勝                             | 6                                | 5                                | 0                                | 1                                | 11                               | 2                                |
| 1998        | 準優勝                           | 6                                | 3                                | 2                                | 1                                | 9                                | 6                                |
| 2000        | 3位                              | 6                                | 3                                | 2                                | 1                                | 8                                | 6                                |
| 2002        | ベスト8                          | 4                                | 1                                | 2                                | 1                                | 3                                | 3                                |
| 2004        | グループリーグ敗退               | 3                                | 1                                | 1                                | 1                                | 3                                | 5                                |
| 2006        | グループリーグ敗退               | 3                                | 0                                | 0                                | 3                                | 0                                | 5                                |
| 2008        | グループリーグ敗退               | 3                                | 0                                | 2                                | 1                                | 3                                | 5                                |
| 2010        | 予選敗退                         | 予選敗退                         | 予選敗退                         | 予選敗退                         | 予選敗退                         | 予選敗退                         | 予選敗退                         |
| 2012        | 予選敗退                         | 予選敗退                         | 予選敗退                         | 予選敗退                         | 予選敗退                         | 予選敗退                         | 予選敗退                         |
| 2013        | ベスト8                          | 4                                | 1                                | 3                                | 0                                | 5                                | 3                                |
| 2015        | グループリーグ敗退               | 3                                | 0                                | 2                                | 1                                | 3                                | 6                                |
| 2017        | 予選敗退                         | 予選敗退                         | 予選敗退                         | 予選敗退                         | 予選敗退                         | 予選敗退                         | 予選敗退                         |
| 2019        | ベスト8                          | 5                                | 2                                | 0                                | 3                                | 3                                | 4                                |
| 2021        | 予選敗退                         | 予選敗退                         | 予選敗退                         | 予選敗退                         | 予選敗退                         | 予選敗退                         | 予選敗退                         |
| 2023        | 3位                              | 7                                | 2                                | 4                                | 1                                | 7                                | 3                                |
| 合計        | 出場11回/優勝1回                 | 50                               | 18                               | 16                               | 16                               | 55                               | 48                               |

## 歴代監督
- ジョモ・ソノ 1998, 2002, 2003
- フィリップ・トルシエ 1998
- カルロス・ケイロス 1999-2002
- エフライム・マシャバ（英語版） 2002-2004, 2014-2016
- スチュワート・バクスター 2004-2005
- カルロス・アルベルト・パレイラ 2006-2008, 2009-2010
- ジョエル・サンタナ 2008-2009
- ピツォ・モシマネ（英語版） 2010-2012
- ゴードン・イグサンド（英語版） 2012-2014
- スチュワート・バクスター 2017-2019
- モレフィ・ンセキ（英語版） 2019-2021
- ウーゴ・ブロース（英語版） 2021-

## 歴代選手

### W杯の大会メンバー
- 1998 FIFAワールドカップのメンバー
- 2002 FIFAワールドカップのメンバー
- 2010 FIFAワールドカップのメンバー

### 主な代表選手
GK
- アンドレ・アレンゼ 1995-2004
- ハンス・フォンク 1997-2005
- イトゥメレング・クーン 2008-2018
- センゾ・メイワ 2005-2014

DF
- ニール・トヴェイ（英語版） 1992-1997
- ルーカス・ラデベ 1992-2003
- マーク・フィッシュ 1993-2004
- アーロン・モコエナ 1999-2010
- ムブレロ・マビゼラ 2001-2008
- シボニソ・ガクサ 2005-2018
- ツェポ・マシレラ 2006-2013
- ボンガニ・クマロ 2008-2013

MF
- ドクター・クマロ 1992-2001
- ジョン・モシュー 1993-2004
- ヘルマン・ムカレレ 1994-2001
- クイントン・フォーチュン 1996-2015
- シブシソ・ズマ 1998-2008
- デルロン・バックリー 1998-2012
- マクベス・シバヤ 2001-2013
- スティーブン・ピーナール 2002-2012
- カトレゴ・ムフェラ 2005-2013
- シフィウェ・チャバララ 2006-2017
- テコ・モディセ 2007-2012
- カギソ・ディクガコイ 2007-2013
- レニールウェ・レツホロニャネ 2008-2019
- チュラニ・セレロ 2011-
- カモヘロ・モコチョ 2012-
- ボンガニ・ズング 2013-
- レボガング・フィリ 2015-

FW
- フィル・マシンガ 1992-2001
- ショーン・バートレット 1995-2005
- ベニー・マッカーシー 1998-2012
- シヤボンガ・ノムベテ 1999-2012
- バーナード・パーカー 2007-2015
- キーガン・ドリー 2013-
- パーシー・タウ 2015-
- ラルス・フェルトワイク 2016-
- ルーサー・シン 2017-
- レボ・モティバ 2018-